# Spudaea ilicis
Spudaea ilicis är en fjärilsart som beskrevs av Jean Baptiste Boisduval 1829. Spudaea ilicis ingår i släktet Spudaea och familjen nattflyn. Inga underarter finns listade i Catalogue of Life.